# Institut für Zuckerrübenforschung

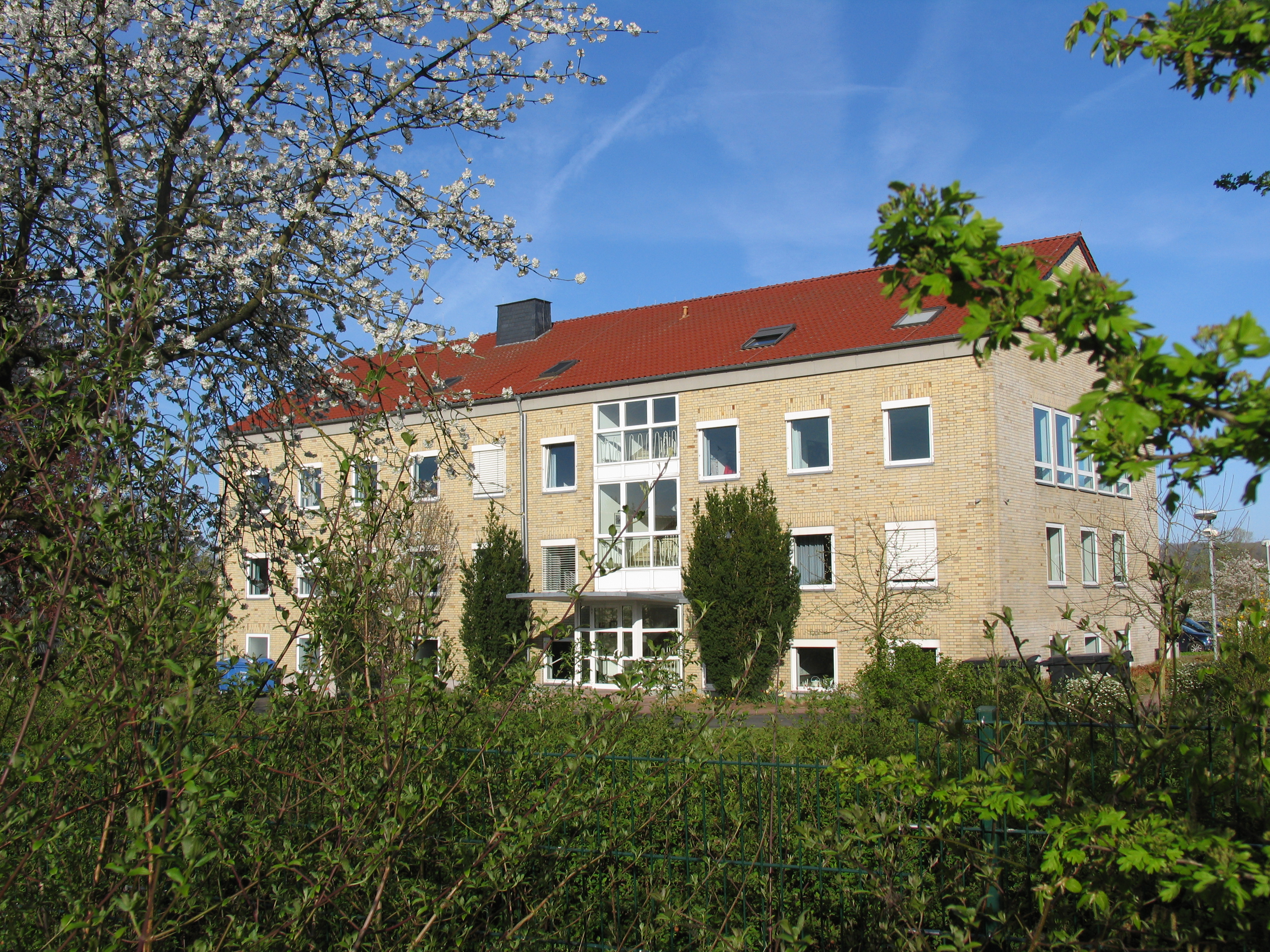
Institutsgebäude an der Holtenser Landstraße

Das Institut für Zuckerrübenforschung (IfZ) an der Georg-August-Universität Göttingen ist ein agrarwissenschaftliches Forschungsinstitut, dessen thematischer Schwerpunkt auf der Forschung zum Anbau der Zuckerrübe im Agrarökosystem liegt. Der Träger des IfZ ist der Verein der Zuckerindustrie (VdZ). 2024 beschäftigt das IfZ etwa 65 Mitarbeiterinnen und Mitarbeiter. Seit 2018 leitet Direktorin Prof. Dr. Anne-Katrin Mahlein das Institut für Zuckerrübenforschung.
Zu den wesentlichen Aufgabenfeldern gehören
- die Grundlagenforschung,
- die angewandte Forschung sowie
- die Koordination bundesweiter Sortenversuche und beratungsbezogener Feldversuche.

Die am IfZ gewonnenen wissenschaftlichen Erkenntnisse werden in wissenschaftlichen Zeitschriften und Praxisjournalen publiziert sowie auf Tagungen, Feldtagen und im Internet präsentiert.

## Geschichte
Der Verein der Zuckerindustrie gründete 1882 die Forschungsstation für Zuckerrübenbau in Bernburg (Saale). 1945 wurde die dortige Forschungsstation geschlossen. In Räumen des Versuchsgutes Holtensen stellte 1947 das Institut für Pflanzenbau der Georg-August-Universität Göttingen dem VdZ für die Forschungsstelle für Zuckerrübenbau zur Verfügung. 1952 wurde das Institutsgebäude in der Holtenser Landstraße 77 in Göttingen errichtet; der VdZ und der niedersächsische Kultusminister beschlossen eine Kooperation zwischen der Forschungsstelle und der Georg-August-Universität. Am 9. Juli 1953 erfolgte die offizielle Benennung in Institut für Zuckerrübenforschung. Von 1966 bis 1991 leitete Christian Winner das Institut. Zur Untersuchung der Pflanzenkrankheit Rizomania wurde 1983 die Rizomania-Versuchsstation in Groß-Gerau gegründet; 1996 wurde diese in Göttingen integriert. Seit 2002 ist das IfZ An-Institut der Georg-August-Universität Göttingen.